# Felix Myhre
Felix Horn Myhre (Oslo, 4 maart 1999) is een Noors voetballer die bij voorkeur als middenvelder gepositioneerd staat. Sinds januari 2017 speelt hij voor de Noorse club Vålerenga IF.

## Clubcarrière
In januari 2017 maakte Myhre de overstap van Ullern IF naar Vålerenga IF. Op 12 oktober 2017 maakte hij zijn debuut voor het eerste team van zijn club in de wedstrijd tegen Haugesund FK. In het slot van deze wedstrijd, die met 3-0 werd gewonnen, werd hij ingebracht waarna hij in de twee minuten die hij speelde nog een gele kaart wist te pakken.

## Clubstatistieken
| Seizoen | Club          | Competitie  | Competitie | Competitie | Beker | Beker | Internationaal | Internationaal | Overig | Overig | Totaal | Totaal |
| Seizoen | Club          | Competitie  | Wed.       | Dlp.       | Wed.  | Dlp.  | Wed.           | Dlp.           | Wed.   | Dlp.   | Wed.   | Dlp.   |
| ------- | ------------- | ----------- | ---------- | ---------- | ----- | ----- | -------------- | -------------- | ------ | ------ | ------ | ------ |
| 2017    | Vålerenga IF  | Eliteserien | 2          | 0          | 0     | 0     | -              | -              | 0      | 0      | 2      | 0      |
| 2018    | Vålerenga IF  | Eliteserien | 19         | 3          | 5     | 0     | -              | -              | 0      | 0      | 24     | 3      |
| 2019    | Vålerenga IF  | Eliteserien | 17         | 0          | 2     | 0     | -              | -              | 0      | 0      | 19     | 0      |
| 2019    | FK Bodø/Glimt | Eliteserien | 2          | 0          | 1     | 0     | -              | -              | 0      | 0      | 3      | 0      |
| 2020    | Vålerenga IF  | Eliteserien | 4          | 0          | 0     | 0     | -              | -              | 0      | 0      | 4      | 0      |
| Totaal  | Totaal        | Totaal      | 44         | 3          | 8     | 0     | -              | -              | 0      | 0      | 52     | 3      |

Bijgewerkt op 27 juni 2020.